# Fort Churchill (Nevada)

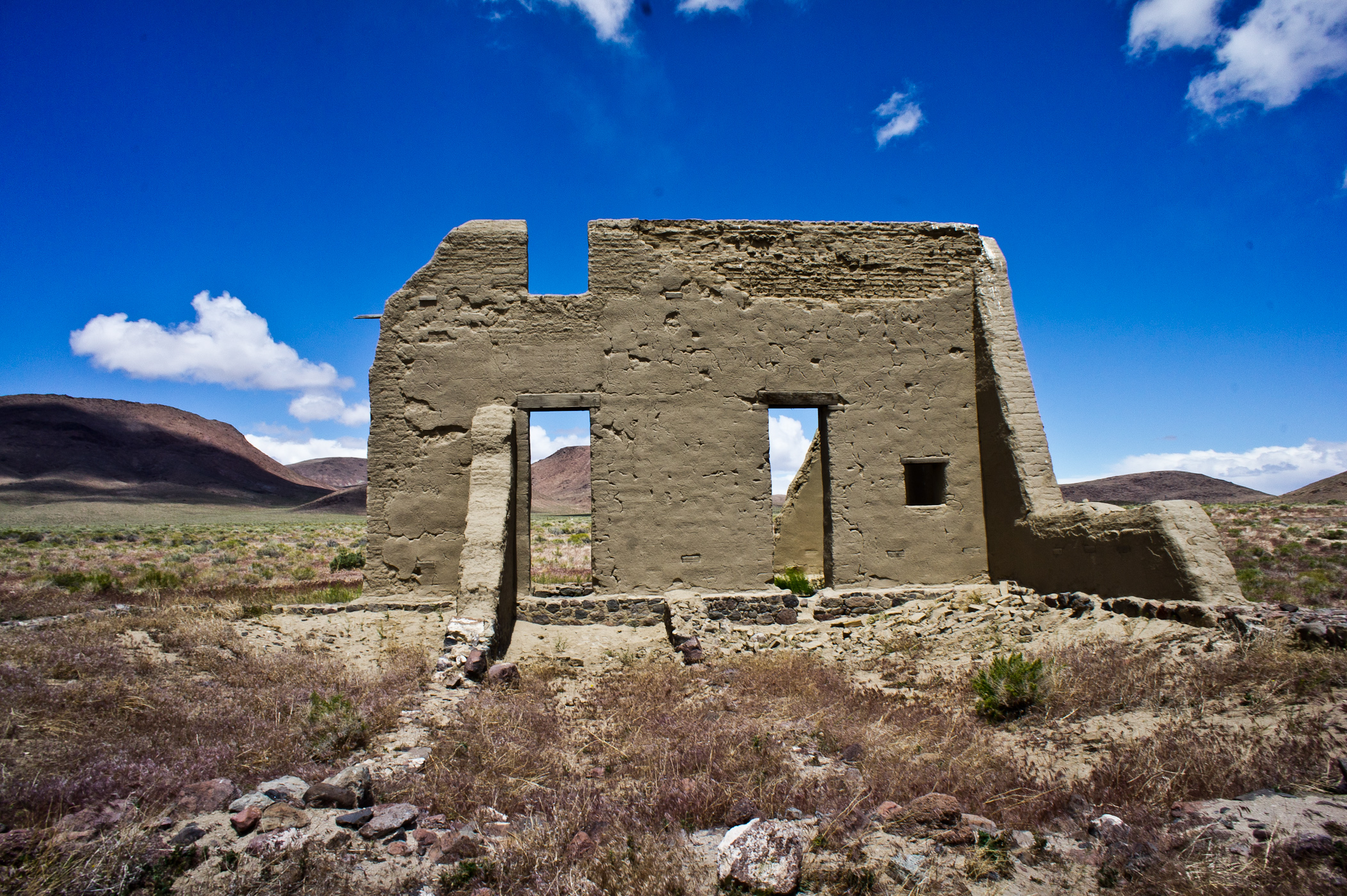
Ruine des Forts (2011)

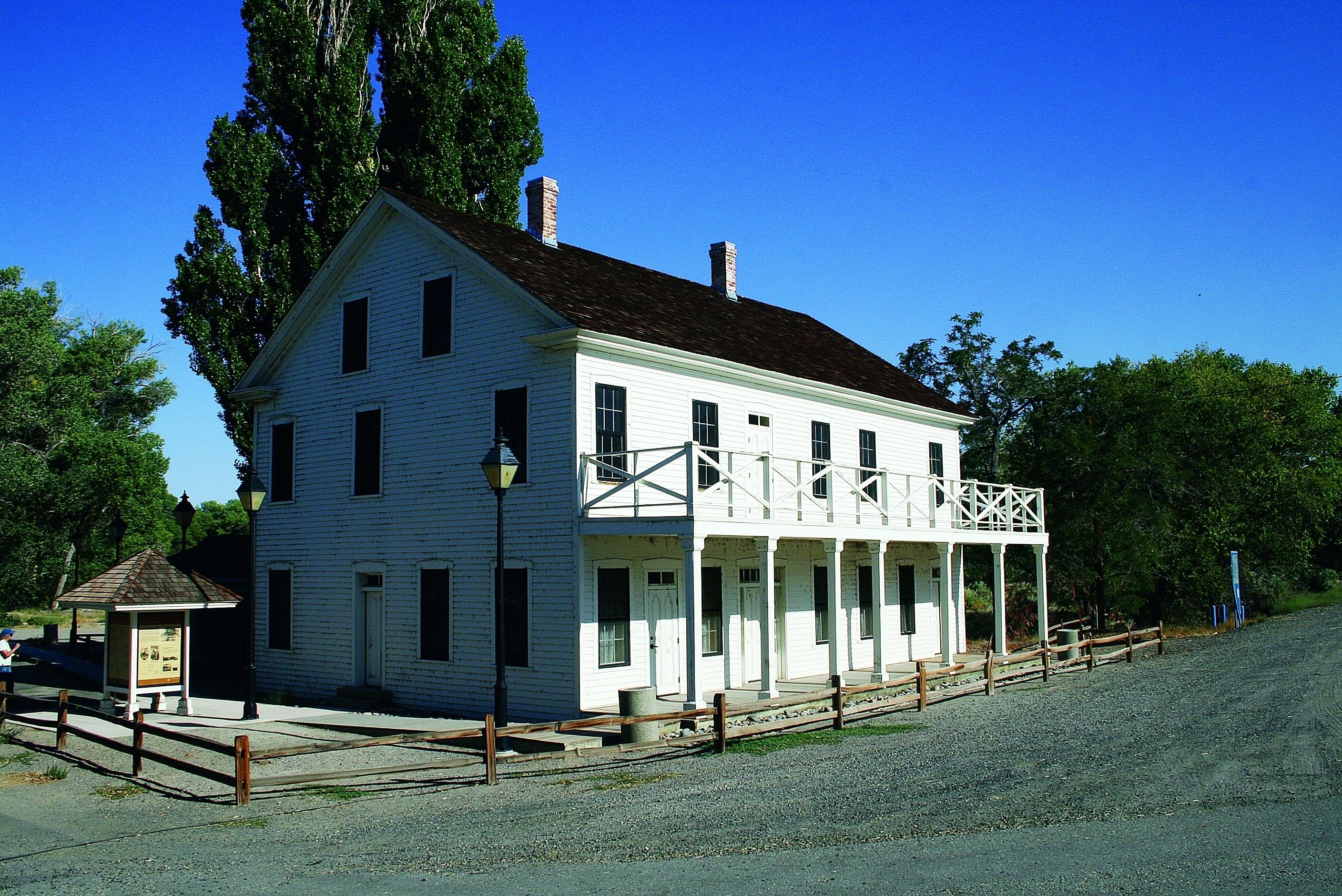
Die Buckland Station war eine Relaisstation des Pony Express (2008)

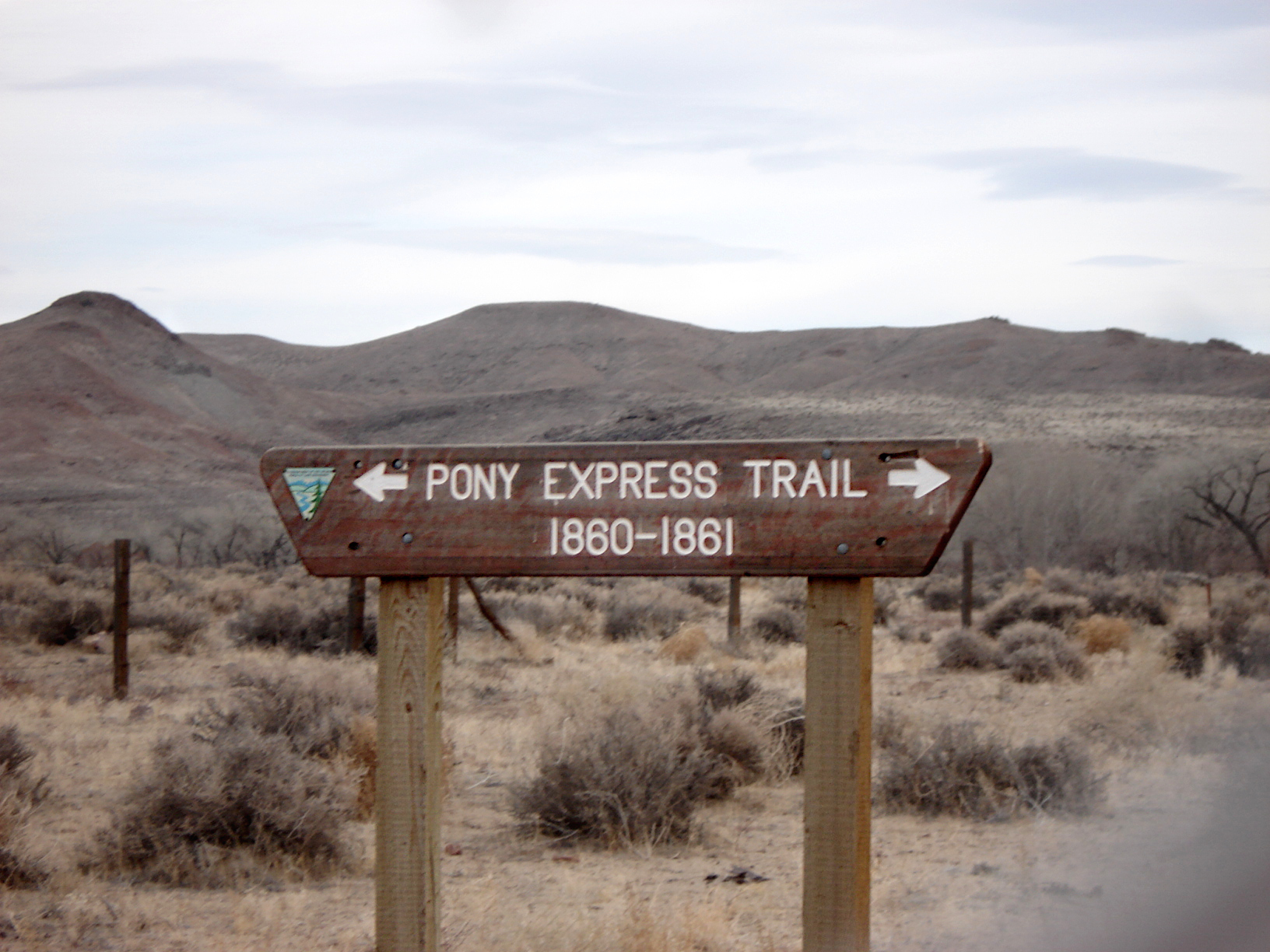
Wegweiser Pony Express Trail (2009)

Fort Churchill ist ein ehemaliges Fort aus den 1860er-Jahren, von dem nur noch Ruinen erhalten sind.
Benannt ist es nach General Sylvester Churchill (1783–1862). Es liegt im Lyon County des US‑Bundesstaats Nevada gut 10 km südlich von Silver Springs und ist im National Register of Historic Places (deutsch „Nationales Verzeichnis historischer Stätten“) aufgeführt. Es ist umgeben vom Fort Churchill State Historic Park, der errichtet wurde, um die Überreste des Forts zu bewahren und Besuchern zugänglich zu machen.
Zweimal jährlich dient die historische Stätte als Veranstaltungsort für Reenactments (Nachstellungen) von Szenen aus dem Amerikanischen Bürgerkrieg und zieht dann besonders viele Besucher an.

## Geschichte
Fort Churchill spielte in der zweiten Hälfte des 19. Jahrhunderts eine wichtige Rolle bei der Besiedlung Nevadas und des amerikanischen Westens.  Es wurde 1860 erbaut, um frühen Siedlern und westwärts ziehenden Auswanderern Schutz zu bieten sowie die hier verlaufende Pony-Express-Route und die etwas später errichtete Telegrafenleitung zu bewachen.
Nahe dem Fort und Teil des Parks ist die Buckland Station erhalten (Bild), eine frühere Relaisstation des Pony Express.
Heute werden die Ruinen des Forts in ihrem Zustand bewahrt und Besucher können sie im Rahmen des Historischen Parks auf ausgewiesenen Wegen erkunden.